# Platyrhachus cancellatus
Platyrhachus cancellatus är en mångfotingart som beskrevs av Filippo Silvestri 1895. Platyrhachus cancellatus ingår i släktet Platyrhachus och familjen Platyrhacidae. Inga underarter finns listade i Catalogue of Life.